# Antarktična kraljevska rakovica
Antarktična kraljeva rakovica (znanstveno ime Lithodes santolla) je rakovica iz družine kraljevskih rakovic, ki živi v vodah južnega Tihega oceana. Najpogostejša je v vodah med 39° 50' južno do 60° južno.